# Rio Câmpiniţa
O Rio Câmpiniţa é um rio da Romênia, afluente do Prahova, localizado no distrito de Prahova.